# Andrius Nevera
Andrius Nevera (* 21. Juli 1973 in der Rajongemeinde Vilnius) ist ein litauischer Rechtsanwalt, Strafrechtler,  Professor der Mykolas-Romer-Universität und ehemaliger Stellvertreter des Generalstaatsanwalts Darius Valys.

## Leben
Von 1991 bis 1994 absolvierte er das Bachelorstudium und von 1994 bis 1996 das Masterstudium der Rechtswissenschaft an der Mykolas-Romer-Universität. Im Mai 2002 promovierte er zum Thema „Valstybės baudžiamosios jurisdikcijos principai ir jų įtvirtinimas baudžiamajame kodekse“. Von 1996 bis 2002 war er Assistent am Lehrstuhl für Strafrecht, von 2002 bis 2004 Lektor, von 2007 bis 2011 Dozent, seit September 2011 Professor.
Von 2003 bis 2010 arbeitete er als Verwaltungsjurist am Obersten Gericht Litauens und leitete dort eine Abteilung. Von 2011 bis Februar 2012 war er stellvertretender Generalstaatsanwalt Litauens. Seit dem 16. April 2012 ist er Anwalt bei Advokatų profesinė bendrija "Meidus ir Juzukonis".